# 써클 (2000년 영화)
《써클》(페르시아어: دایره)은 2000년 개봉한 이란의 드라마 영화로, 자파르 파나히가 감독을 맡았다. 2000 베네치아 영화제 황금사자상 수상작이다.

## 출연

### 주연
- 마리암 파르빈 알마니
- 나르게스 마미자데히

### 조연
- 페레스테헤 사드르 오라파이

## 한국어 더빙 성우진(SBS)
- 임은정 - 나르게스 (바바라 드 보르톨리)
- 김순영 - 아레주 (프란체스카 피오렌티니)
- 조진숙 - 파리 (알레산드라 코롬페이)
- 이연희
- 장승길
- 이원준
- 장경희
- 엄태국
- 홍소영
- 변영희
- 은미

## 기타
- 제작팀장: Mohammad Atebbai
- 미술: Iraj Raminfar